# 太東村
太東村（たいとうむら）はかつて千葉県長柄郡（のちに長生郡）に存在した村である。

## 地理
- 旧岬町、現在のいすみ市の北部に位置する。
- 村域の山がちな地形が多い。
- 村は夷隅川の河口に位置している。
- 村は太平洋に面しており、太東岬がある。

## 歴史
村名は村の東にある太東埼に由来する。

### 村域の変遷
- 1889年（明治22年）4月1日 - 町村制施行に伴い、椎木村・和泉村・中原村が合併して長柄郡太東村が発足[1][2]。
- 1897年（明治30年）4月1日 - 長柄郡が上埴生郡と合併して長生郡となる。
- 1954年（昭和29年）12月1日 - 夷隅郡古沢村と合併し太東町を新設。同日太東村廃止。

変遷表
| 1868年 以前 | 1868年 以前 | 明治22年 4月1日 | 明治30年 4月1日 | 明治30年 4月1日 | 昭和29年 12月1日 | 昭和36年 8月1日 | 平成17年 12月5日 | 現在     |
| ----------- | ----------- | --------------- | --------------- | --------------- | ---------------- | --------------- | ---------------- | -------- |
|             | 椎木村      | 太東村          | 長生郡 発足     | 太東村          | 太東町           | 岬町            | いすみ市         | いすみ市 |
|             | 和泉村      | 太東村          | 長生郡 発足     | 太東村          | 太東町           | 岬町            | いすみ市         | いすみ市 |
|             | 中原村      | 太東村          | 長生郡 発足     | 太東村          | 太東町           | 岬町            | いすみ市         | いすみ市 |

## 人口・世帯

### 人口
総数 [単位： 人]
| 1891年（明治24年） | 3,488 |
| 1903年（明治36年） | 3,332 |
| 1920年（大正 9年） | 3,161 |
| 1930年（昭和 5年） | 3,203 |
| 1950年（昭和25年） | 4,005 |

### 世帯
総数 [単位： 世帯]
| 1920年（大正 9年） | 625 |
| 1930年（昭和 5年） | 621 |
| 1950年（昭和25年） | 761 |

## 交通

### 鉄道
- 日本国有鉄道（ → 東日本旅客鉄道）
  - ■房総東線（ → 外房線）
    - 太東駅

### 道路
- 二級国道
  - 国道128号